# Ераблур
«Ераблур» (арм.: Եռաբլուր; в переводе с арм. — «три холма», также Военный пантеон «Ераблур») — военное кладбище, расположенное на вершине холма на западной окраине Еревана (Армения). На Ераблуре захоронены герои Армении, а с 1988 года здесь покоятся армянские воины Первой карабахской войны.

## История
26 мая 1992 года статус кладбища был утверждён постановлением Правительства Республики Армения.

## Планировка и местоположение
Он расположен в западной части Еревана, на холме Ераблур, справа от трассы Ереван-Эчмиадзин. Высота холма 951 м, площадь пантеона 19,22 га. Слева от входа в «Ераблур» находится часовня, перед которой находится Музей павших борцов за свободу, рядом — памятник 39 воинам Армянской секретной армии освобождения Армении, далее — памятник пропавшим борцам за свободу. В пантеоне «Ераблур» находятся могилы национальных героев Армении Вазгена Саркисяна, Дживана Абрамяна, Монте Мелконяна, воинов Нагорно-Карабахской войны и многих других выдающихся армян. Комплекс находится под охраной военно-караульной службы пантеона. С 1995 года действует Комитет родителей погибших борцов за свободу Военного пантеона Ераблур.

## Архитектура
Авторы плана и архитектурных решений Пантеона «Ераблур» — архитекторы Мастерской А. Мхитаряна. Строительно-монтажные работы выполняла компания «Hayaviashin». Надгробия в основном выполнены из базальта.

## Галерея

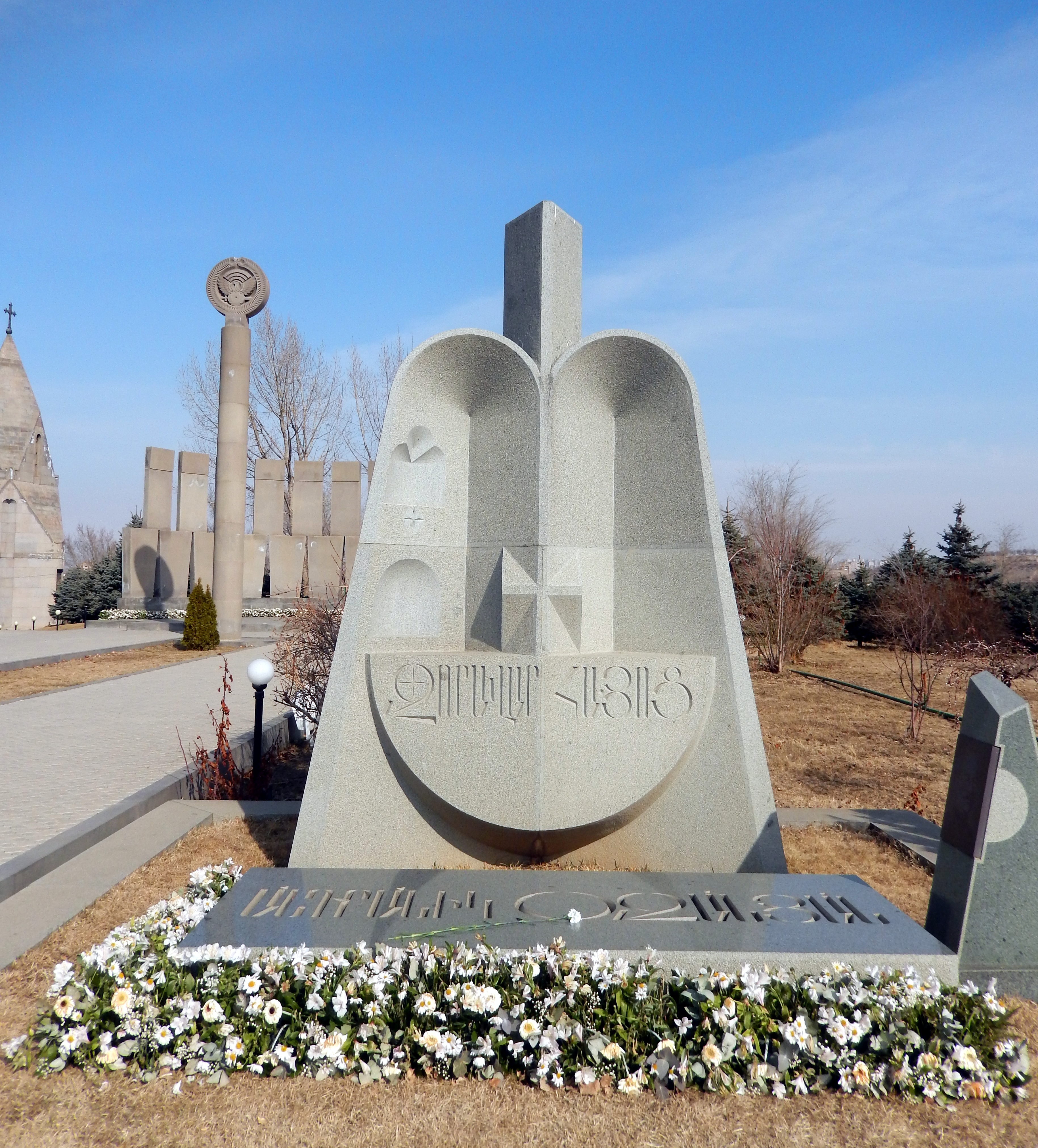
Монумент-памятник Андраника
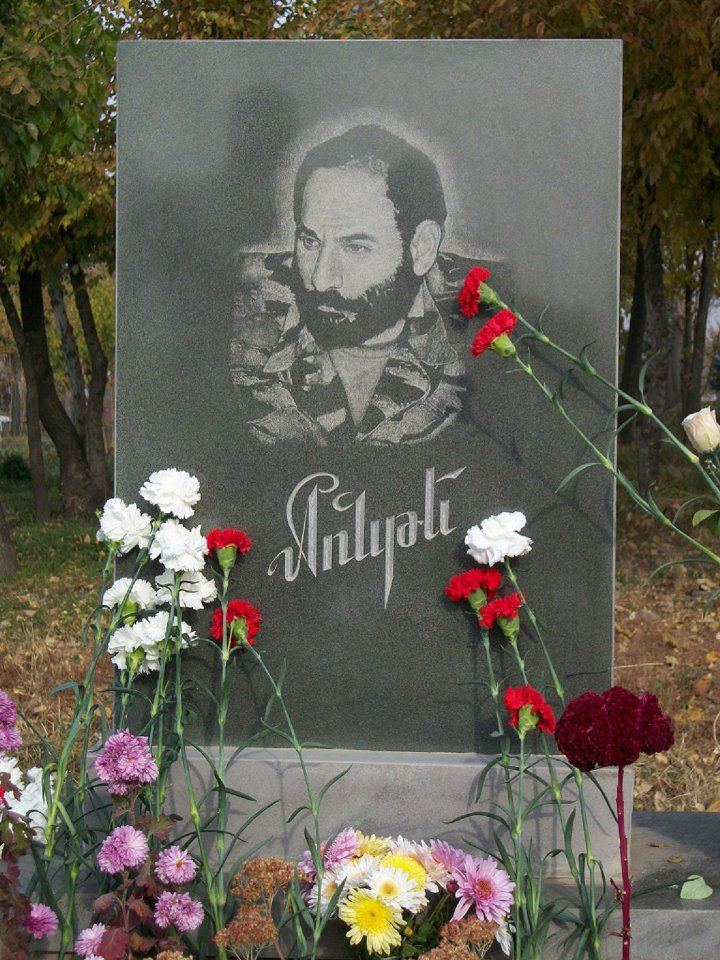
Памятник Монте «Аво» Мелконяну
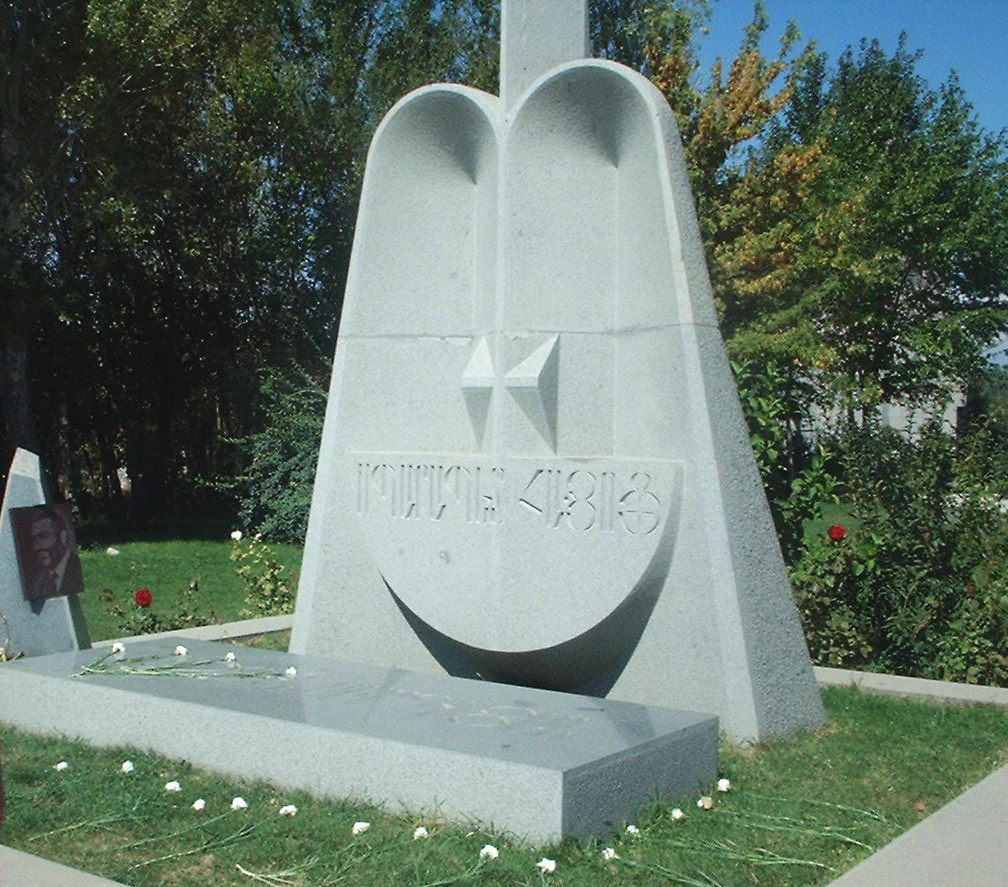
Монумент-памятник Вазгену Саргсяну

## Другие статьи
- Фидаи (армянские)
- Первая карабахская война
- Армянские добровольческие отряды периода Карабахской войны